# Unternehmensersparnis
Die Unternehmensersparnis (Su) ist eine Stromgröße in der Volkswirtschaftlichen Gesamtrechnung.
Sie errechnet sich aus der Differenz der Unternehmensinvestitionen (Iu) und der Ersparnis der privaten Haushalte (Sh).
Die Ersparnis der privaten Haushalte stellt somit (ex post) gleichzeitig den Finanzierungsbedarf der Unternehmen dar.
Werden aus Unternehmensersparnissen
Rücklagen (kumulierte Einnahmeüberschüsse) gebildet und daraus später Investitionen getätigt,
wird von Innenfinanzierung des Unternehmenssektors gesprochen.

## Anwendung

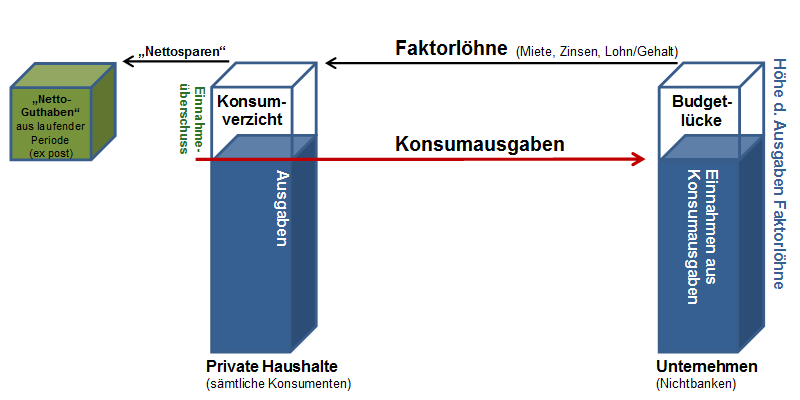
Zu Finanzierungsbedarf der Unternehmen

Die Höhe der Unternehmensersparnis resultiert aus der Höhe der Unternehmensinvestitionen minus der Höhe des Sparens der Haushalte, als Formel dargestellt:
{\displaystyle S^{u}=I^{u}-S^{h}}
diese Formel ist von der Errechnungsformel der Unternehmensinvestitionen hergeleitet:
{\displaystyle I^{u}=S^{h}+S^{u}}
Inkl. staatlichem Sparen (Bildung von Überschüssen bzw. Tilgung aus Überschüssen) lautet der Finanzierungsbedarf der Unternehmen:
{\displaystyle I^{u}=S^{h}+S^{u}+S^{S}}